# Виње (Виченца)
Виње је насеље у Италији у округу Виченца, региону Венето.
Према процени из 2011. у насељу је живело 56 становника. Насеље се налази на надморској висини од 115 м.